# Estatge alpí

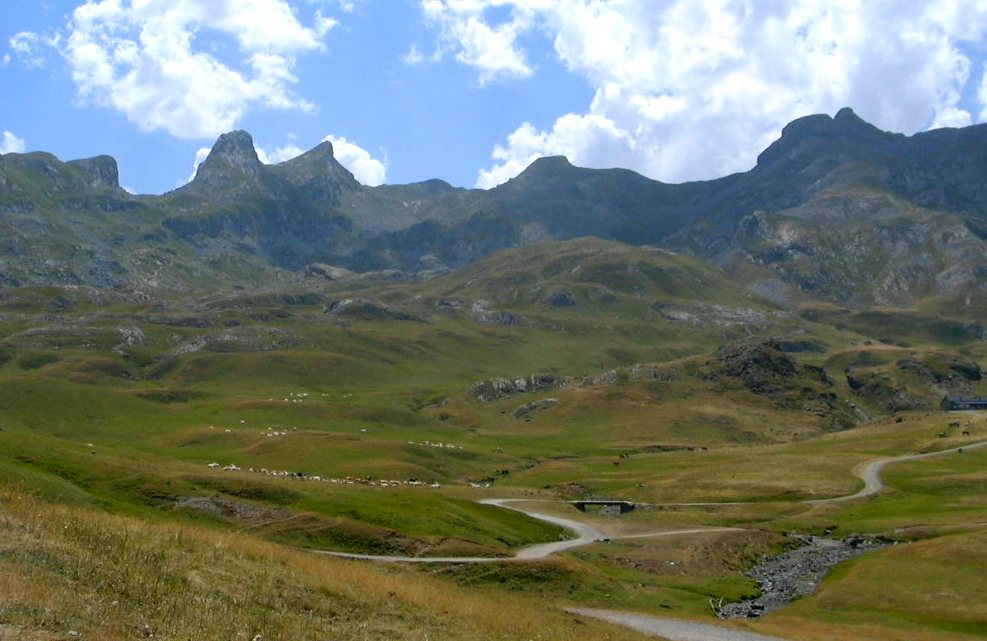
Estatge alpí dels Pirineus.

L'estatge alpí en botànica és una zona de vegetació que va del límit arbori fins a les neus perpètues o l'estatge nival. És un dels estatges climàtics i va precedit per l'estatge subalpí. Al Pirineu català s'inicia entre 2300-2500 m i s'acaba vers 3000 m. La temperatura mitjana anual sol ser inferior a 3 °C. Correspon a les zones elevades o culminals de les muntanyes. L'estatge alpí ha estat des d'època neolítica una àrea de pastura per a la ramaderia transhumant. Més recentment s'hi ha afegit el turisme (esports d'hivern, muntanyisme) com a activitat econòmica.
El prat alpí és el més característic d'aquest estatge. La vegetació és força semblant a la del domini de la tundra àrtica, a la que tenen els Alps (d'ací ve l'apel·latiu d'aquest estatge) i a la d'altres muntanyes altes d'Europa, en les parts on hi ha els límits superiors de la vegetació. La seva principal característica és l'absència d'arbres. La manca d'espècies arbòries és originada per les condicions climàtiques duríssimes (fred, neu, vent) pròpies de l'estatge, les quals no poden ser resistides pels arbres.
La majoria de plantes que s'hi troben viuen menys d'un any. La neu hi fa estada una bona part de l'any i, en fondre's, els prats d'aquest estatge s'ufanen amb flors de vistosos colors. El lapse de temps de què aquestes plantes disposen per fer el seu procés vital (naixement, creixement i reproducció) és molt curt: quatre o cinc mesos, a tot estirar (des del final de la primavera fins al començament de la tardor). Complementen aquest paisatge les nombroses tarteres, fonts i rierols, congestes i molleres.